# Jolanta Studzienna
Jolanta Studzienna z d. Kosmol (ur. 2 stycznia 1977) – polska siatkarka, grająca na pozycji środkowej. W latach 1996–1999 102-krotna reprezentantka Polski, m.in. na Mistrzostwach Europy w 1999. Obecnie drugi trener Siódemce Legionovii Legionowo, z którą, jeszcze jako zawodniczka, awansowała do ORLEN Ligi.
Siostra Macieja Kosmola, trenera MUKS Sparty Warszawa.

## Kluby

### Kariera Zawodnicza
- do 1996  MOS Wola Warszawa
- 1996–2002  Skra Warszawa
- 2002–2004  Panathinaikos Ateny
- 2004–2005  OMS Senica
- 2005–2006  Centrostal Bydgoszcz
- 2006–2011  BKS Aluprof Bielsko-Biała
- 2011–2012  Siódemka SKBank Legionovia Legionowo

### Kariera Trenerska
- 2011-  Siódemka SKBank Legionovia Legionowo

## Sukcesy
- szóste miejsce na mistrzostwach Europy seniorek – 1997
- ósme miejsce na mistrzostwach Europy seniorek – 1999
- srebrny medal Mistrzostw Polski – sezon 2001/02
- czwarte miejsce w Pucharze CEV – 2005
- mistrzostwo Słowacji – 2005
- Superpuchar Polski – 2005
- Superpuchar Polski – 2006
- brązowy medal mistrzostw Polski – sezon 2006/07
- Puchar Polski – 2009
- srebrny medal mistrzostw Polski – sezon 2008/09
- złoty medal mistrzostw Polski – sezon 2009/10
- brązowy medal mistrzostw Polski - sezon 2010/11

## Wyróżnienia
- najlepiej atakująca zawodniczka ekstraklasy – sezon 1998/99